# Mario Perazzolo
Mario Perazzolo (7. červen 1911, Padova, Italské království – 3. srpen 2001, Padova, Itálie) byl italský fotbalista. Hrával na pozici záložníka. Později se stal i trenér.
Fotbalová kariéra mu začala již v sezoně 1928/29 u mateřského klubu v Padově. Tady hrál pět sezon do roku 1933. Poté přestoupil do Fiorentiny a v roce 1936 hrál již v klubu Janov. Tady získal jedinou trofej za svou kariéru: domácí pohár 1936/37. Po odchodu od Rossoblu v roce 1941 hrál za Brescii kde zůstal kromě jedné sezony co se vrátil domů do Padovy do roku 1948. Kariéru zakončil v Siracuse.
S italskou reprezentací vyhrál MS 1938, byť byl náhradníkem a na turnaji do hry nezasáhl. Celkem za národní tým odehrál 8 utkání.
První trenérská zkušenost byla v Brescii kde i hrál na konci sezony 1945/46. V Serie A|nejvyšší lize trénoval ještě Triestinu. Většinou trénoval kluby ze druhé ligy.

## Hráčská statistika
| Sezóna  | Klub       | Liga      | Liga   | Liga | Ligové poháry | Ligové poháry | Ligové poháry | Kontinentální poháry | Kontinentální poháry | Kontinentální poháry | Celkem | Celkem |
| Sezóna  | Klub       | Soutěž    | Zápasy | Góly | Soutěž        | Zápasy        | Góly          | Soutěž               | Zápasy               | Góly                 | Zápasy | Góly   |
| ------- | ---------- | --------- | ------ | ---- | ------------- | ------------- | ------------- | -------------------- | -------------------- | -------------------- | ------ | ------ |
| 1928/29 | Padova     | 1. divize | 5      | 0    | -             | 0             | 0             | -                    | 0                    | 0                    | 5      | 0      |
| 1929/30 | Padova     | Serie A   | 23     | 3    | -             | 0             | 0             | -                    | 0                    | 0                    | 23     | 3      |
| 1930/31 | Padova     | Serie B   | 31     | 6    | -             | 0             | 0             | -                    | 0                    | 0                    | 31     | 6      |
| 1931/32 | Padova     | Serie B   | 32     | 17   | -             | 0             | 0             | -                    | 0                    | 0                    | 32     | 17     |
| 1932/33 | Padova     | Serie A   | 34     | 7    | -             | 0             | 0             | -                    | 0                    | 0                    | 34     | 7      |
| 1933/34 | Fiorentina | Serie A   | 28     | 3    | -             | 0             | 0             | -                    | 0                    | 0                    | 28     | 3      |
| 1934/35 | Fiorentina | Serie A   | 27     | 3    | -             | 0             | 0             | Stř.P                | ?                    | ?                    | 27+    | 3+     |
| 1935/36 | Fiorentina | Serie A   | 30     | 1    | IP            | 3             | 2             | -                    | 0                    | 0                    | 33     | 3      |
| 1936/37 | Janov      | Serie A   | 28     | 6    | IP            | 6             | 4             | Stř.P                | ?                    | ?                    | 34+    | 10+    |
| 1937/38 | Janov      | Serie A   | 22     | 3    | IP            | ?             | ?             | Stř.P                | ?                    | ?                    | 22+    | 3+     |
| 1938/39 | Janov      | Serie A   | 30     | 3    | IP            | 4             | 1             | -                    | 0                    | 0                    | 34     | 4      |
| 1939/40 | Janov      | Serie A   | 28     | 0    | IP            | 3             | 0             | -                    | 0                    | 0                    | 31     | 0      |
| 1940/41 | Janov      | Serie A   | 30     | 0    | IP            | 1             | 0             | -                    | 0                    | 0                    | 31     | 0      |
| 1941/42 | Janov      | Serie A   | 27     | 2    | IP            | 2             | 0             | -                    | 0                    | 0                    | 29     | 2      |
| 1942/43 | Brescia    | Serie B   | 31     | 2    | IP            | 1             | 1             | -                    | 0                    | 0                    | 32     | 3      |
| 1945/46 | Brescia    | 1.divize  | 23     | 0    | -             | 0             | 0             | -                    | 0                    | 0                    | 35     | 3      |
| 1946/47 | Brescia    | Serie A   | 36     | 1    | -             | 0             | 0             | -                    | 0                    | 0                    | 30     | 1      |
| 1947/48 | Brescia    | Serie B   | 30     | 1    | -             | 0             | 0             | -                    | 0                    | 0                    | 27     | 2      |
| 1949/50 | Siracusa   | Serie B   | 1      | 0    | -             | 0             | 0             | -                    | 0                    | 0                    | 1      | 0      |
| Celkem  | Celkem     | Celkem    | 496    | 58   | -             | 20+           | 8+            | -                    | ?                    | ?                    | 516+   | 64+    |

## Hráčské úspěchy

### Klubové
- 1x vítěz italského poháru (1936/37)

### Reprezentační
- 1x na MS (1938 - zlato)